# 廣幡豐忠
廣幡豐忠（1666年7月27日—1737年8月26日），是江戶時代早期及中期的公卿，也是正親町源氏清華家的廣幡家當主。

## 生涯
廣幡豐忠在寬文六年（1666年）出生，是父母久我通名及西園寺氏（西園寺公滿女）的長子，寬文九年（1669年）由久我家過繼給陽光院太上天皇的孫子、八條宮智仁親王的第三子廣幡忠幸為後，次年（1670年）敘爵從五位下；經任左近衛少將與左近衛中將後，在天和三年（1683年）昇敘從三位，位列公卿。
及後他也擔任過權中納言、踏歌節會外弁和權大納言。享保八年（1723年）短暫出任內大臣。
元文二年（1737年）他逝世，享年71歲。